# Leen Van Marcke
Leen Van Marcke (voluit Madeleine Eugenie Suzanne van Marcke) (Sint-Jans-Molenbeek, 17 november 1902 – Hoboken,  25 mei 1987) is een Belgische schrijfster van jeugdboeken, toneel- en radiowerken voor de jeugd.

## Biografie
Leen Van Marcke is het jongste kind van François Charles en Maria Valentina Elisa van Herp en was enige dochter uit een gezin van zes kinderen. Het gezin was van vrijzinnige signatuur.  Langs vaderszijde stamde ze uit een familie van schippers. Op 1 maart 1924 trouwde Leen Van Marcke met Armand Suls met wie zij twee kinderen kreeg. Haar oudste zoon, Erik Suls (25 juli 1925-5 november 2002), werd eveneens een gelauwerd schrijver. Na het overlijden van haar eerste echtgenoot hertrouwde Van Marcke eind 1949 met Jan Peeters (11 december 1892-8 januari 1978). Ze stierf in Hoboken (Antwerpen) op 25 mei 1987. 

## Opleiding
Leen van Marcke liep school in Antwerpen en volgde in Gent de normaalschool. Ze behaalde het diploma van onderwijzeres, maar ze stond nooit voor de klas. Het werk van Leen Van Marcke is geworteld in de Vlaamse cultuur en vrijzinnig van inslag. In haar ontwikkeling tot jeugdauteur was haar man Armand Suls erg belangrijk. Armand Suls was een gewezen frontsoldaat uit WO I en groeide uit tot een flamingantische en vooruitstrevende pacifist.

## Loopbaan
Leen van Marcke was een schrijfster van jeugdboeken, toneel- en radiowerken voor de jeugd die in de jaren 1930-1960 een enorm oeuvre opbouwde. Ze was zeer succesvol, publiceerde over een periode van meer dan 40 jaar. Van Marcke schreef teksten voor radioprogramma’s vanaf ca. 1930.  Ze bewerkte sprookjes en jeugdboeken voor toneel als redactrice van het jeugdtheater in Antwerpen. Verder was ze actief als bibliothecaresse in een kinderziekenhuis en als muziekredactrice bij de Franstalige kranten La libre Belgique en Le Soir. 
Haar werkelijke literaire debuut situeert zich in 1934, toen haar boek "Kabouter Tip Top" verscheen. Leen van Marcke haalde haar inspiratie voor dit boek uit het haar vertrouwde leven, hetgeen ook het geval voor haar tweede boek "Wondertuin. Vier vertellingen" (1936) en voor het autobiografische "En kinderoogen blinken" (1938, heruitgegeven in 1941, 1944...). Onder het pseudoniem Nele Herman schreef ze tijdens de oorlog zgn. "Vlaamse Filmpjes".

## Stijl
De werken van Leen Van Marcke zijn humanitair van inslag en bevatten autobiografische elementen. Zij schreef vooral fantasie- en meisjesboeken. Haar sprookjes ontstaan uit haar eigen creativiteit of baseren zich op bestaande verhalen uit andere landen. Haar meisjesboeken worden nooit sentimenteel. Ze bevatten biografische elementen en gaan de soms harde realiteit niet uit de weg. Haar literaire werk getuigt van diepgang en van een openheid op de wereld. Hoewel initieel kinderboeken, werden zij door critici na verschijnen ook vaak aangeraden aan een publiek van volwassenen. De boeken van Leen Van Marcke getuigen van literair vakmanschap waarin vorm en inhoud harmonisch op elkaar zijn afgestemd. Toch zijn er nog weinig boeken van haar in omloop. Hoewel bij herdrukken de taal soms werd gereviseerd, zou voor de actuele lezer het werk te ‘gedateerd’ en te "Vlaams" aanvoelen.

## Prijzen
Van Marcke behaalde een aanzienlijk palmares aan prijzen. Al in 1936 kreeg zij de prijs van de Vlaamse Provinciën voor het beste kinderboek voor "Kabouter Tip Top". In 1938 kreeg zij de hoorspelprijs. In 1949 werd "Schipperskind" bekroond met de prijs van de Provincie Antwerpen voor het beste jeugdboek. Daarnaast werd zij In 1951 als ridder opgenomen in de Orde van Leopold II. Als een van de eerste Vlaamse jeugdschrijvers kreeg zij eervolle vermeldingen van de internationale Hans Christian Andersenprijs (in 1958 voor "Joke" en in 1960 voor "De zon breekt door"). In 1959 werd zij voor dit werk bekroond met de prijs van de Provincie Antwerpen als beste jeugdboek, en nogmaals in 1962 voor "O, die Pino". In 1964 werd "Zeven, zeven, zeven" bekroond in het jaarlijks Referendum voor het Vlaamse Kinder- en Jeugdboek. In 1967 ontving Leen Van Marcke de SABAM-prijs voor het toneelstuk "De drie kleine zwijntjes". In 1968 kreeg zij de Prijs voor Letterkunde van de Vlaamse Provinciën (Jeugdboek) voor haar volledige oeuvre en haar boek "Hatsjepsoet".

## Werken[3]
- Kabouter Tip-Top. Brussel, De wilde Roos, 1934.
- Wondertuin. Met illustraties van E. Van Hagendoren. Antwerpen, De Sikkel, 1936.
- En kinderogen blinken. Met illustraties van Margot v.d. Bemden. Antwerpen, Van Uffelen & Delagarde, 1938.
- Mastentop. Met illustraties van L. Sebregts. Antwerpen, Van Uffelen & Delagarde, 1939.
- Dora-serie. Averbode, Altiora, 1942 (5 delen).
- Het korte leven van Joke Vod. Averbode, Altiora, 1942.
- Kriekenbolleke. Met illustraties van A. Vrebos. Brussel, Frans van Belle, 1944.
- Het lichte huis. Met illustraties van Georges van Raemdonck. Turnhout, Henri Proost, 1944.
- Kriekenbolleke en haar satellietje. Met illustraties van Alice Vrebos. Brussel, F. van Belle, 1945.
- Terug in het lichte huis. Met illustraties van Georges van Raemdonck. Turnhout, Henri Proost, 1945.
- Jet. Met illustraties van Marcel Group. Antwerpen, August Bossaerts, 1945.
- Adieu het lichte huis. Met illustraties van Georges van Raemdonck. Turnhout, Henri Proost, 1946.
- Het kleine stoute Trolletje. Brussel, F. van Belle, 1948.
- Schipperskind. Met illustraties van Alice Vrebos. Brussel, F. van Belle, 1949.
- Het houten paardje. Met illustraties van M. van den Eynde. Antwerpen, August Bossaerts, 1950.
- Het meisje en de beer. Brussel, F. van Belle, 1951.
- Mark en zijn nichtje. Met illustraties van M. van den Eynde. Antwerpen, August Bossaerts, 1951. (2e druk met illustraties van Geert van Wanrooij. Antwerpen, Sheed & Ward, 1955.)
- Heer Haas. Sprookje. Met illustraties van Frederik Garrels. Antwerpen, August Bossaerts, 1952.
- Drie kleine zwijntjes. Sprookje. Met illustraties van Frederik Garrels. Antwerpen, August Bossaerts, 1953.
- Joke. Met illustraties van Geert van Wanrooij. Antwerpen, Sheed & Ward, 1955.
- De zon breekt door. Met illustraties van Rein van Looij. Antwerpen, De Branding, 1957.
- De zevende zoon. Met illustraties van Jan Waterschoot. Brussel, F. van Belle, 1958.
- Benny Ntumba. Het boek van Mulongo, een verhaal uit Kongo en Ruanda-Urundi. Met illustraties van Frans Dille. Antwerpen, De Branding, 1959.
- Benny vindt Kabinda. Het boek van Benny, een verhaal uit Kongo en Ruanda-Urundi. Met illustraties van Frans Dille. Antwerpen, De Branding, 1960.
- Peentje Fuks. Een sprookje. Met illustraties door Bus. Hasselt, Heideland, 1960.
- O, die Pino!. Met illustraties van Rein van Looy. Antwerpen, De Branding, 1961.
- Op de Overloop. Met illustraties van Maria Baete. Antwerpen, Standaard-Boekhandel, 1962.
- Zeven, zeven, zeven. Met illustraties van Fred Garrels. Antwerpen, de Branding, 1963.
- Met panger en plunjezak. Met illustraties van Maria van den Eynde. Antwerpen, Standaard-Boekhandel, 1964.
- Hatsepoet. Brussel. Frans van Belle. 1966.
- Jeugdomnibus 1. Met illustraties van May Néama. Antwerpen/Utrecht, Standaard Uitgeverij, 1968.
- Kat op zolder. Met illustraties van Hugo Vermant. Hasselt, Heideland, 1968.
- De mereltjes. Brussel, Frans van Belle, 1969.
- Het zevental. Brussel, Frans van Belle, 1973.
- Jeugdomnibus, 2. Met illustraties van Stef van Stiphout. Antwerpen, Standaard Uitgeverij, 1973.
- De Overkant. Brussel, Frans van Belle, 1976.